# La Compagnie Créole

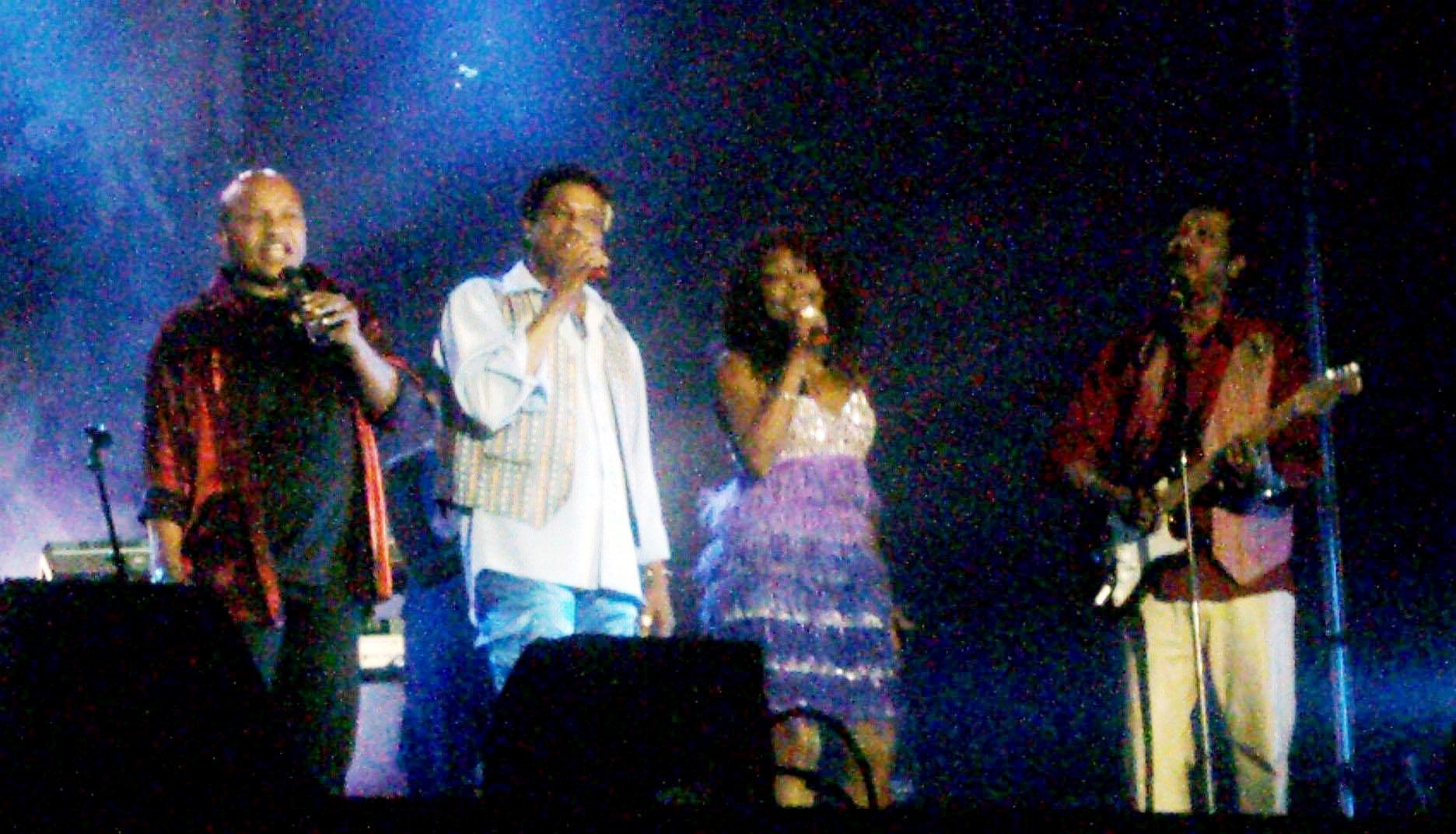
La Compagnie Creole

La Compagnie Créole – grupa muzyczna grająca muzykę pop z Gujany Francuskiej i Antyli Francuskich. Grupa powstała w 1980 roku. Zespół na początku śpiewał w języku créole jednak w szybkim czasie zaczął wyłącznie śpiewać w języku francuskim.
Najbardziej znaną piosenką w Polsce w latach osiemdziesiątych była „Santa Maria de Guadeloupe”.

## Skład zespołu
- Clémence Bringtown – wokal – urodzona 17 grudnia 1948, Le Robert, Martynika
- Artur Apatou – gitara – urodzony 06 czerwca 1951, Pointe a Pitre, Gwadelupa
- José Sébéloue – gitara, perkusja, wokal – urodzony 17 września 1948, Ouanary, Gujana Francuska
- Julien Tarquin – gitara basowa, wokal – urodzony 16 września 1948, Marigot Martynika
- Guy Bevert – perkusja, wokal – urodzony 18 lutego 1949 roku, Basse Terre Gwadelupa

## Dyskografia
- Vive le douanier Rousseau (1983)
- Ba moin en ti bo (1984)
- Le Bal masqué (1984)
- Bons baisers de Fort de France (1984)
- Ça fait rire les oiseaux (1986)
- Sans chemise sans pantalon (1986)
- Soca Party sur la plage (1986)
- La Bonne Aventure (1989)
- Bon anniversaire maman (1990)
- Megamix (1990)

## Największe piosenki zespołu
- A.I.E.
- Au bal masqué
- Ba moin en tibo
- Bons baisers de Fort-de-France
- C'est aux vacances que va ma préférence
- C'est bon pour le moral
- Ça fait rire les oiseaux
- Ça ira
- Cécilia
- Chaud au cœur
- Collé collé
- Dans le jumbo
- Faut pas laisser l’amour s'enfuir
- Invit'la à zouker
- Je me lève en dansant
- Jodi jou
- Jumbo, Jumbo
- L'an misic universel
- L'année cannelle
- La bazoukada
- La biguine party
- La désirade
- La fiesta
- La machine à danser
- La samba du millénaire
- Le 14 juillet
- Le cadeau du ciel
- Le diable dans la maison
- Le kout'cha
- Ma première biguine partie
- Ou bel Madinina
- Santa Maria de Guadaloupe
- Scandale dans la famille
- Sere mwen
- Simone (en hommage à Simone Signoret )
- Soca party pour la plage
- Souris à la vie (La fiesta)
- Sur le marché de Marie-Galante
- Un cadeau du ciel
- Viens pleurer
- Vive le douanier Rousseau